# هورست کوشکا
هورست کوشکا (انگلیسی: Horst Koschka؛ زادهٔ ۸ سپتامبر ۱۹۴۳) ورزشکار دوگانه اهل آلمان است.